# GNV Bridge
Die GNV Bridge ist ein RoPax-Schiff der italienischen Reederei Grandi Navi Veloci. 

## Geschichte
Das Schiff wurde für GNV bei Cantiere Navale Visentini gebaut und ist ein Teil der Visentini-Klasse. Die Fähre wurde am 12. Mai 2021 an GNV abgeliefert. Seitdem bedient sie die Route zwischen Barcelona und Palma de Mallorca.

## Ausstattung
An Bord der GNV Bridge  befinden sich eine Snackbar, ein Einkaufsladen,  ein Restaurant und ein Kinderspielraum.

## Schwesterschiffe
Die GNV Bridge hat ein Schwesterschiff, die Ciudad de Valencia.